# Spathius hephaestus
Spathius hephaestus är en stekelart som beskrevs av Nixon 1943. Spathius hephaestus ingår i släktet Spathius och familjen bracksteklar. Inga underarter finns listade i Catalogue of Life.